# Yusuke Sato
Yusuke Sato (Saitama, 2 november 1977) is een voormalig Japans voetballer.

## Carrière
Yusuke Sato speelde tussen 1996 en 2010 voor Nagoya Grampus Eight, Vissel Kobe, Omiya Ardija, Montedio Yamagata, Cerezo Osaka, Shonan Bellmare, Tokyo Verdy en Tochigi SC.